# Rasm Amun
Rasm Amun (arab. رسم أمون) – wieś w Syrii, w muhafazie Hama. W 2004 roku liczyła 430 mieszkańców.